# Rhijnvis Feith (1868-1953)
Jhr. Rhijnvis Feith (Amsterdam, 14 december 1868 – Den Haag, 16 juli 1953) was een Nederlands rechter. Van 1933 tot 1939 was hij president van de Hoge Raad.

## Leven en werk
Feith werd in 1868 geboren als zoon van Pieter Rutger Feith, vicepresident van de Hoge Raad, en Jacoba Johanna Petronella Dronsberg. Na het gymnasium studeerde hij rechten aan de Universiteit Leiden, waar hij in 1892 promoveerde op De decisoire eed. Hij begon zijn carrière als ambtenaar van het openbaar ministerie bij het kantongerecht te 's-Hertogenbosch. Nadien werd Feith rechter respectievelijk te Breda en Den Haag. Na enkele andere juridische functies te hebben bekleed werd hij in 1933 president van de Hoge Raad.
Feith vervulde ook nevenfuncties. Zo was hij onder meer curator van de Universiteit Leiden en voorzitter van de Haagse volksuniversiteit.
Feith was twee maal gehuwd. In 1896 trouwde hij met jkvr. Maria Clasina de Ranitz met wie hij drie kinderen kreeg. Na haar overlijden trouwde Feith met jkvr. Maria Vincentia Schorer. In 1953 overleed jonkheer Feith in Den Haag.